# Сулейманов, Санан Амрах оглы
Санан Амрах оглы Сулейманов (азерб. Sənan Əmrah oğlu Süleymanov; род. 15 декабря 1996, Кизылкилиса, Квемо-Картли) — азербайджанский борец греко-римского стиля, серебряный призёр чемпионатов мира 2021 и 2023 гг, чемпион Европы 2020 года, бронзовый призёр чемпионата Европы 2021 года, серебряный призёр чемпионата Европы среди молодёжи 2019 года. Личный тренер — Азер Гусейнов.

## Биография
Родился в 1996 году. С 2012 года принимает участие в международных соревнованиях по борьбе. Бронзовый призёр чемпионатов Европы среди кадетов и среди юниоров.
В 2018 году стал серебряным призёром чемпионата мира среди борцов не старше 23-х лет, который проходил в столице Венгрии Будапеште. В финальном поединке он уступил борцу из Ирана Гераеи.
В феврале 2020 года на чемпионате континента в итальянской столице, в весовой категории до 77 кг Санан в схватке за золотую медаль поборол спортсмена из Венгрии Золтана Леваи и завоевал титул чемпиона европейского первенства.
В апреле 2021 года на чемпионате Европы в Варшаве в весовой категории до 77 кг Санан Сулейманов победил на старте Валтери Латвалу из Финляндии со счётом 10:0, но в четвертьфинале проиграл Юнусу Башару из Турции (5:8). Выход турка в финал открыл Сулейманову путь к бронзе через утешительные схватки. В утешительной схватке Сулейманов уверенно победил Варужана Григоряна из Армении со счётом 11:0, а потом за бронзу одолел Дмитрия Пышкова с Украины со счётом 6:0.
Занял 2 место на Кубке мира по борьбе 2022 в командном зачёте.